# 1. avstralska tunelska četa
1. avstralska tunelska četa (angleško 1st Australian Tunnelling Company) je bila inženirska četa Avstralske kopenske vojske, ki je delovala v sklopu britanskih Kraljevih inženirjev med prvo svetovno vojno. 
Četa je bila usposobljena za minsko bojevanje; tj. neopazno izkop podzemnih tunelov, ki so prišli pod sovražnikove položaje, nakar so jih napolnili z eksplozivi ter tako uničili sovražnikove položaje, s čimer so nameravali razbiti pozicijsko bojevanje.

## Zgodovina
Ustanovitev posebnega tunelskega korpusa sta leta 1915 predlagala Edgeworth David, profesor geologije na Univerzi v Sydneyju in Ernest Skeats, profesor geologije na Univerzi v Melbournu. 1. avstralske tunelska četa je junija 1916 v francoskem Armentières postala operativna. 
Četa je najbolj poznana po bitki za hrib 60; 7. junija 1917 je četa aktivirala 19 postavljenih podzemnih min, ki so ustvarile velik krater (globine 18 metrov in premera 80 metrov) ter ubile 687 vojakov nemške 204. pehotne divizije. 
Po vojni so četi postavili spomenik v okviru Spomenika hribu 60 ter po njihovih dogodkih posneli film Beneath Hill 60.